# Édouard-Léon Scott de Martinville
Pour les articles homonymes, voir Scott et Martinville.
Édouard-Léon Scott de Martinville (1817-1879) est l'inventeur français de la première machine capable de donner une trace graphique d'un son.
Typographe et correcteur d'épreuves, il apprit la sténographie et, critiquant toutes les méthodes existantes, rechercha un moyen mécanique d'enregistrer la parole. Il inventa le phonautographe, traçant sur le papier des courbes représentant les vibrations sonores ; mais on ne pouvait pas extraire de ces tracés un texte, comme il l'avait espéré, ni écouter le son. 
En 2008, une équipe utilisant l'image d'un de ses enregistrements, réalisé le 9 avril 1860, a pu entendre une voix chantant Au clair de la lune. C'est la plus ancienne trace du son d’une voix humaine qui ait été préservée, de dix-sept ans antérieure au phonographe d’Edison.

## Biographie
Édouard-Léon Scott de Martinville apprend jeune la sténographie, à une époque où cette spécialité commence à offrir des débouchés rémunérateurs. Constatant les insuffisances des principaux systèmes, il en dresse un inventaire en 1849. Alors que les sténographes praticiens constatent l'importance de l'intervention humaine dans l'écriture des comptes rendus sténographiques, Scott, considérant la difficulté de la tâche et les contestations de la fidélité des transcriptions, travaille à un analogue mécanique de l'oreille, pour enregistrer automatiquement la parole.

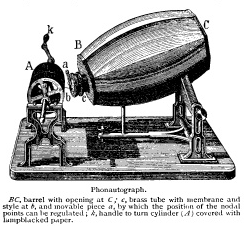
Le phonautographe de Scott de Martinville.

Après des premiers essais réussis d’enregistrements effectués en 1853 et 1854, desquels on a pu extraire, grâce à une analyse de la trace par ordinateur, le premier enregistrement du son d'une voix humaine reconnaissable, Scott de Martinville dépose le 25 mars 1857 le brevet du phonautographe, appareil qui enregistre le son. Le dispositif se compose d’un pavillon relié à un diaphragme qui recueille les vibrations acoustiques, celles-ci étant transmises à un stylet qui les grave sur une feuille de papier enduite de noir de fumée enroulée autour d’un cylindre tournant.
Présenté souvent par la suite comme un précurseur du phonographe d'Edison, il ne peut toutefois restituer le son. Il sera utilisé pour les recherches et démonstrations d'acoustique. De ce point de vue, le phonautographe est plutôt un précurseur rudimentaire de l'oscilloscope.
En association avec le fabricant d’instruments de laboratoire Rudolf Kœnig qui l’aide à construire ses appareils, Scott de Martinville vend quelques dizaines de phonautographes à des laboratoires scientifiques qui s’en servent pour étudier les sons. Le phonautographe est aussi distribué à des établissements d'enseignement.
Scott et Kœnig n'avaient pas en vue les mêmes utilisations pour le phonautographe. Kœnig, lié aux milieux scientifiques, était plus conscient des exigences des chercheurs, et cherchait à y répondre, tandis que Scott, toujours intéressé par la parole, utilisa l'appareil pour documenter, par exemple, la prosodie des comédiens. Cette divergence amena la rupture entre les deux hommes, bien que Kœnig ait continué à utiliser et distribuer le phonautographe.
Ayant appris l’invention du phonographe par Edison et voulant faire valoir sa propre contribution, il écrit dans l’introduction de son dernier livre mémoire de 1878 : « Je ne demande pour mes efforts qu’une seule récompense (...) de ne pas oublier de prononcer mon nom dans cette affaire... »
Scott ne fit fortune avec aucun de ses travaux. Il mourut libraire vendeur d'estampes et de photographies.
En mars 2008, une équipe de chercheurs américains ayant retrouvé ces enregistrements – les plus anciens qui soient actuellement connus – parvient à restituer le son d’une voix chantant Au clair de la lune à partir de son phonautographe datant d’avril 1860. Attribuée tout d’abord à une femme ou un enfant chantant dix secondes à un rythme normal, la voix semble en fait être Scott de Martinville lui-même chantant lentement pendant vingt secondes.

## Famille  Scott de Martinville
La famille Scott de Martinville est, comme son patronyme l'indique, originaire d'Écosse. Elle se fixe en Bretagne où elle est reconnue noble d'ancienne extraction, suivant un acte de maintenue de 1671. Ses armes portent d'or à 3 têtes de lion de gueules arrachées, languées d'azur.
Édouard-Léon Scott de Martinville descend de cette lignée franco-écossaise. Marié à Françoise Voltz, il est à l'origine d'une nombreuse postérité subsistante.

## Publications
- 1849. Histoire de la sténographie depuis les temps anciens jusqu’à nos jours ou Précis historique des divers moyens qui ont été exposés ou employés pour rendre l'écriture aussi rapide que la parole ; contenant l'analyse de tous les systèmes abréviatifs français depuis leur origine jusqu'à l'époque actuelle, suivie du programme d'une sténographie en caractères usuels. Ouvrage donnant la clé de toutes les écritures sténographiques. Par Scott de Martinville. In-8° de dix feuilles; Paris: Tondeur. lire en ligne
- 1857. Fixation graphique de la voix, Paris, impr. de J. Claye,
- 1859. « Phonautographie et fixation graphique de la voix », par M. Édouard-Léon Scott, dans La Photographie. Journal des publications légalement autorisées (Paris) lire en ligne
- 1861. Publication du rapport sur le phonautographe déposé par Scott en 1857 dans le Bulletin de l'Institut.
- 1878. Le Problème de la parole s’écrivant elle-même. La France, l’Amérique. lire en ligne

### Bibliographie

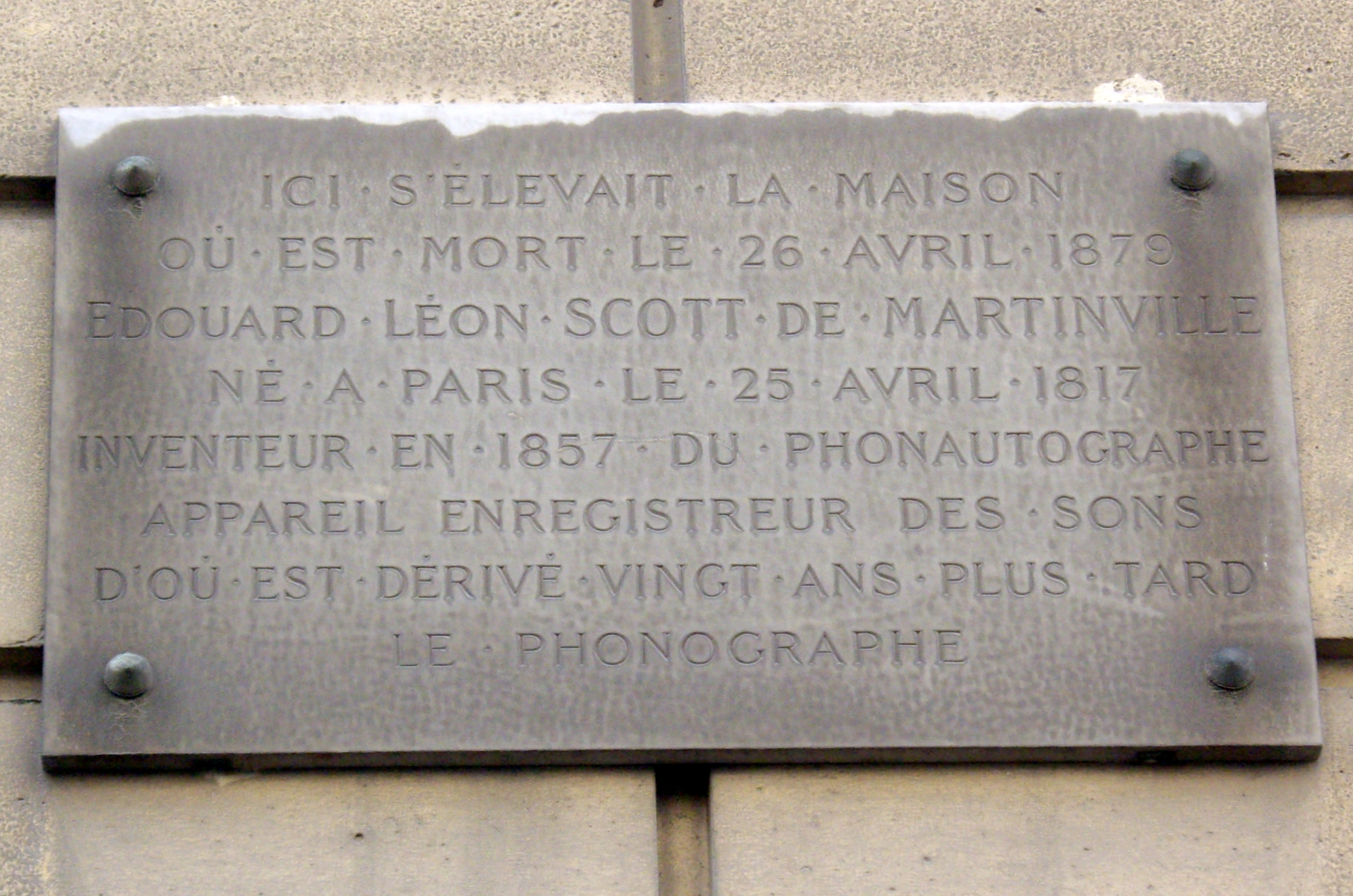
Plaque commémorative au no 9 de la rue Vivienne à Paris, marquant l’emplacement de la librairie de Scott de Martinville, où il mourut en 1879.